# Kuvajansaari (ö i Norra Savolax, Kuopio)
Kuvajansaari är en ö i Finland. Den ligger i sjön Tallusjärvi och i kommunen Kuopio i den ekonomiska regionen  Kuopio ekonomiska region  och landskapet Norra Savolax, i den centrala delen av landet, 300 km norr om huvudstaden Helsingfors. Öns area är 0,7 hektar och dess största längd är 160 meter i sydöst-nordvästlig riktning.